# Serebro
SEREBRO (russo: Серебро, Prata) é um grupo feminino russo, que ficou no terceiro lugar no Festival Eurovisão da Canção 2007, em Helsinki, com a canção: "Song#1". O grupo foi formado em 2006 por Maxim (max) Fadeev, um eminente produtor musical da Rússia. SEREBRO foi uma das mais populares bandas russas em 2007. 
As Três Integrantes Entraram na nova formação do serebro (a mais odiada pelos russos) 
através do serebro casting um reality criado por maxim faddev
em junho as meninas lançaram o primeiro single dessa formação о мама

## História

### Festival Eurovisão da Canção 2007

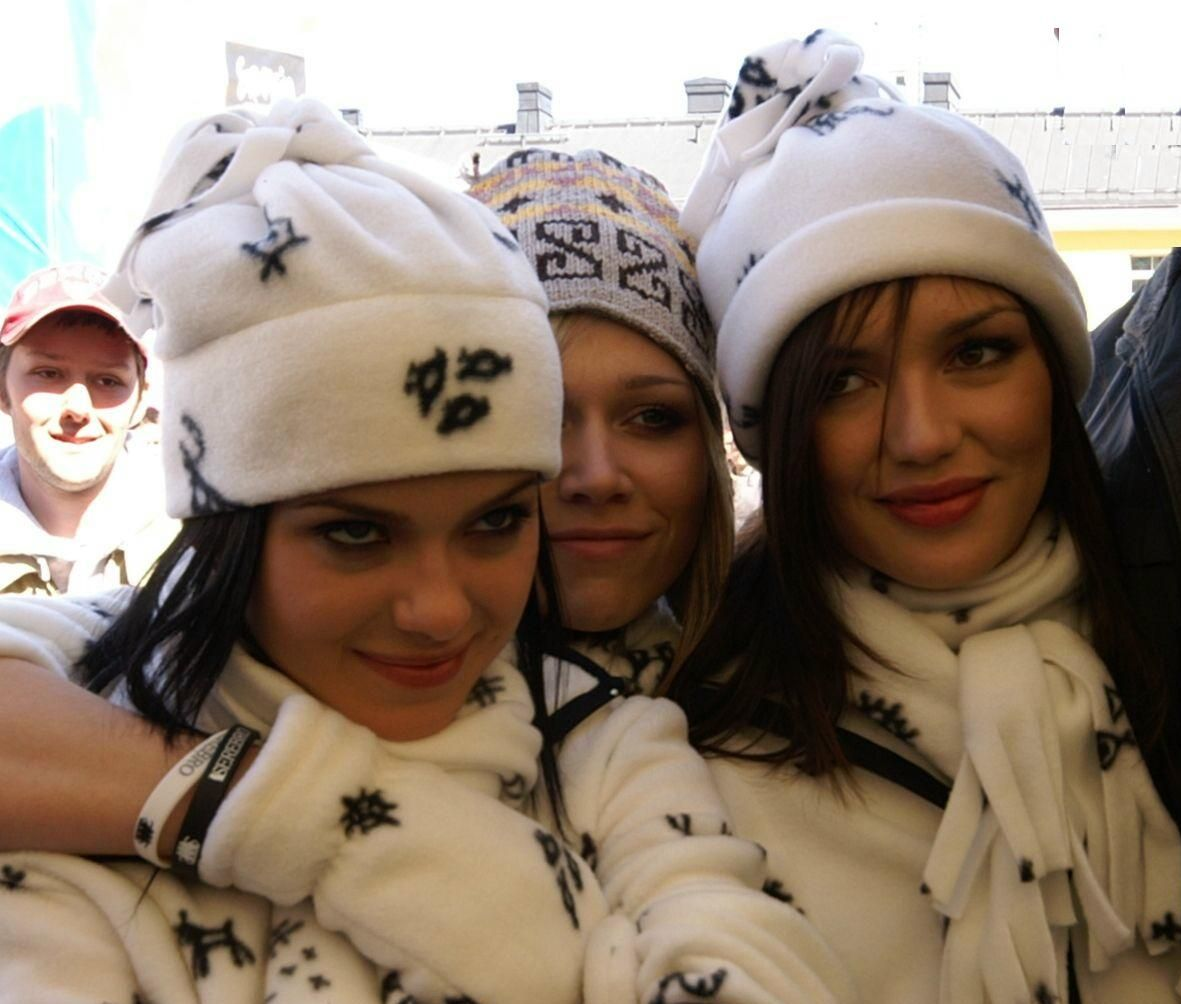
Serebro, 2007

No fim de Março de 2007, a comissão de júri do canal de TV nacional russo — Channel One - estavam escolhendo representantes para o Eurovision Song Contest 2007. Para muitos surpresa, a comissão escolheu uma desconhecida banda chamada Serebro, que conseguiu superar alguns artistas famosos nativos. Na Eurovision Song Contest 2006, Dima Bilan com sua música "Never Let You Go" alcançou o segundo lugar que automaticamente pertencia a Serebro no final de 2007.
Em 12 de Maio, Serebro ficou como número 15 na final. Eles tiveram 12 pontos da Arménia, Bielorrússia, e Estónia e 10 pontos da Ucrânia. O vencedor, Sérvia, teve 7 pontos deles. Serebro recebeu terceiro lugar na Eurovision Song Contest 2007, com o total de 207 pontos. Serebro mais tarde disse: "Nós estamos felizes por causa do terceiro lugar. Mas, a coisa mais importante é que não fomos lá por causa de nós mesmas, isso foi pelos nossos fãs, Rússia e população russa". A performance em Helsinki veio a ser seu primeiro e oficial lançamento e primeiro show para um público.

### Atravessando barreiras
Depois do sucesso na Eurovision Song Contest 2007 em Helsinki, Serebro rapidamente veio a ser uma das bandas mais populares na Rússia. Desde o verão de 2007, o grupo tem visitado vários shows e eventos na Rússia, Cazaquistão, Turquia, Polônia, Uzbequistão e Bielorrússia.
Todos os singles da banda, sem seus títulos reais, são chamados: Song#1, #2, #3, etc. Como o grupo e seus diretores tem afirmado, é mais fácil de recordar as músicas.
Depois do concurso, Serebro lançou "Song #1" como um CD single, que contém 13 diferentes versões de "Song #1" marcada por cores, como bem as versões estendidas do vídeo. As garotas lançaram uma versão russa de "Song #1", chamada "Песня #1". Esse foi seu primeiro single russo. Essa música tem duas versões, original e censurada. Em Julho de 2007, o grupo lançou sua segunda música, "Дыши", quem também é chamada de "Song #2". Ela foi popular como "Song#1" e ficou no topo por algumas semanas. Em Outubro, um vídeo para "Дыши" foi lançado.
No RMA Awards no começo de Outubro de 2007, Serebro apresentou uma nova música chamada "What's Your Problem?", que é ainda um não-confirmado single e o número da música ainda é desconhecido. Serebro foi nomeado em 4 categorias no MTV RMA 2007 Awards: Melhor Projeto Pop, Melhor Revelação, Melhor Música e Melhor Vídeo. O resultado da votação na Internet permitiu que elas ganhassem o prêmio de melhor revelação.
Em Dezembro de 2007, Serebro venceu outra premiação no Golden Gramophone Awards, uma grande cerimônia de entrega de premiação de músicas organizada pela grande radio na Rússia, CIS. Serebro além disso ganhou o World Music Award em 2007 para melhor artista vendedor russo.

### 2007 - Presente
Após o sucesso do Festival Eurovisão da Canção 2007 em Helsínquia, Serebro tornou-se uma das bandas mais populares da Rússia. Desde o verão de 2007, o grupo visitou vários países como Cazaquistão, Turquia, Polónia, Uzbequistão e Bielorrússia. Logo após o festival, Serebro lançou a música nº 1 como CD single, contendo 13 versões diferentes da música nomeadas por cor, bem como uma versão estendida do vídeo. As meninas também lançaram uma versão russa da música, intitulada Песня #1, e foi o primeiro single da banda em russo. A música teve duas versões, a original e a censurada. A versão russa se tornou muito popular como música número 1 e alcançou o topo de todas as paradas do país.
O videoclipe de "Дыши" foi lançado em outubro, e no mesmo mês, na premiação RMA, o grupo apresentou uma nova música intitulada "What's Your Problem?. "Serebro foi indicado em quatro categorias no prêmio MTV RMA de 2007: Melhor Projeto Pop, Melhor Artista Revelação, Melhor Canção e Melhor Vídeo, pelo qual ganhou o prêmio de Melhor Artista Revelação. Serebro conseguiu ganhar outro prêmio no Golden Gramophone Awards, uma grande cerimônia de premiação organizada pela maior estação de rádio da Rússia, a CEI. As meninas também conseguiram ganhar o World Music Award em 2007 pelas altas vendas alcançadas na Rússia. Mais tarde, em fevereiro de 2008, Serebro cantou a música "Журавли" no Звэзда, um popular programa de televisão russo. Originalmente escrita como um poema por Rasul Gamzatov, "Журавли" é uma das canções russas mais famosas desde o fim da Segunda Guerra Mundial.
Em 13 de maio de 2008, Serebro anunciou em seu site oficial que lançaria oficialmente seu terceiro single, chamado "Opium". O site informou ainda que a música seria tocada no programa de rádio BrigadaU na Europa Plus e que até o dia 17 de março esta rádio teria direitos exclusivos de transmissão da música e que também lançaria uma versão em inglês da música intitulada "Why". O grupo deu continuidade ao trabalho com seu primeiro álbum, Opiumroz, que originalmente seria lançado no dia 17 de outubro, mas teve que ser adiado devido a problemas com a tracklist. Em novembro, as meninas lançaram a nova música "Скажи, не молчи" ("Diga, não cale a boca"), e no mesmo mês ganharam o prêmio MTV RMA de melhor grupo. Opiumroz foi finalmente lançado em 25 de abril de 2009 e apresentado com um concerto no Teatro Bolshoi.
No dia 18 de junho foi anunciado que Marina Lizorkina deixaria a banda, por questões financeiras e pessoais. Lizorkina foi substituída por Anastasia Karpova. Em 24 de junho de 2009, Serebro anunciou que havia concluído seu novo videoclipe e qual seria seu quinto single "Like Mary Warner", que seria lançado em inglês e russo ("Сладко", doce, em russo). Essa música não estava no álbum de estreia da banda e foi o primeiro trabalho da nova integrante da banda, Anastasia Karpova. Em 2013 Anastasia Karpova foi substituída por Daria Shashina, tornando-se um ícone musical. No final de 2013, Elena Temnikova deixou a banda por motivos familiares, sua saída foi um duro golpe para os fãs do Serebro. Neste mesmo ano, Daria Shashina, a loira do grupo, teve que deixar temporariamente o trio Serebro por motivos de saúde. Essa saída repentina foi mais um duro golpe para os fãs da cantora.
Em 8 de outubro de 2018, Olga Seryabkina revelou que deixaria Serebro no início de 2019 para priorizar sua carreira solo. Seryabkina foi a única membro original remanescente do grupo. No mês seguinte, foi anunciada uma chamada de elenco aberta para uma nova formação do grupo, já que Kischuk e Morgunova revelaram que também deixariam o grupo com Seryabkina. No início de 2019 foi anunciado que Irina Titova, Elizaveta Kornilova e Marianna Kochurova seriam as novas integrantes do novo grupo chamado "O Novo Serebro". Em 7 de junho de 2020, Maxim Fadeev confirmou a dissolução do grupo por meio de um comentário no Instagram.

## Discografia

### Albums
- Opiumroz (2009)
- Mama Lover (2012)
- Сила Трёх (2016)

### Singles
| "Song #1"                                                                       | 2007 | 1 | 23 | - | -  | 35 | Opiumroz    |
| "Dyshi"                                                                         | 2007 | 2 | -  | - | -  | -  | Opiumroz    |
| "Opium"                                                                         | 2008 | 1 | -  | - | -  | -  | Opiumroz    |
| "Skazhi, Ne Molchi"                                                             | 2009 | 1 | 5  | - | -  | -  | Opiumroz    |
| "Sladko"                                                                        | 2009 | 1 | -  | - | -  | -  |             |
| "Ne Vremya"                                                                     | 2010 | 6 | -  | - | -  | -  |             |
| "Davay Derzhatsya Za Ruki"                                                      | 2011 | 3 | 39 | - | -  | -  |             |
| "Mama Lover"                                                                    | 2011 | 8 | 23 | - | 6  | -  | Mama Lover  |
| "Malchik"                                                                       | 2012 | - | 39 | - | -  | -  | Mama Lover  |
| "Malo Tebya"                                                                    | 2013 | 5 | 5  | - | -  | -  | Sila Tryokh |
| "Mi Mi Mi"                                                                      | 2013 | - | -  | 8 | 11 | -  | Sila Tryokh |
| "Ya Tebya Ne Otdam"                                                             | 2014 | 1 | 4  | - | -  | -  | Sila Tryokh |
| "Ne Nado Bolnee"                                                                | 2014 |   |    |   |    |    | Sila Tryokh |
| "Kiss"                                                                          | 2015 |   |    |   |    |    | Sila Tryokh |
| "Pereputala"                                                                    | 2015 |   |    |   |    |    | Sila Tryokh |
| "Otpusti Menya"                                                                 | 2016 |   |    |   |    |    | Sila Tryokh |
| "Chocolate"                                                                     | 2016 |   |    |   |    |    | Sila Tryokh |
| "Slomana"                                                                       | 2016 |   |    |   |    |    |             |
| "My Money (New Version)"                                                        | 2016 |   |    |   |    |    |             |
| "Proydot"                                                                       | 2017 |   |    |   |    |    |             |
| "Young Yummy Love"                                                              | 2017 |   |    |   |    |    |             |
| "Mezhdu Nami Lyubov"                                                            | 2017 |   |    |   |    |    |             |
| "V Kosmose"                                                                     | 2017 |   |    |   |    |    |             |
| "Novyi God!"                                                                    | 2017 |   |    |   |    |    |             |
| "111307"                                                                        | 2018 |   |    |   |    |    |             |
| "Chico Loco"                                                                    | 2018 |   |    |   |    |    |             |
| "Pyatnitsa"                                                                     | 2018 |   |    |   |    |    |             |
| "O, Mama"                                                                       | 2019 |   |    |   |    |    |             |
| "Song #2"                                                                       | 2024 |   |    |   |    |    | LUML        |
| "Nadoelo (105)"                                                                 | 2025 |   |    |   |    |    |             |
| "—" denota singles que não entraram nas paradas musicais ou não foram lançados. |      |   |    |   |    |    |             |

## Premiações
- 2007: MTV RMA Awards para Melhor Revelação (Venceu)
- 2007: MTV RMA Awards para Melhor Projeto Pop (Nomeado)
- 2007: MTV RMA Awards para Melhor Música (Nomeado)
- 2007: Golden Gramophone Awards (Venceu)
- 2007: World Music Award para Melhor Vendedor de Discos Russo (Venceu)
- 2007: Muz-TV Awards para Revelação (Nomeado)
- 2008: MTV RMA Awards para Grupo (Venceu)
- 2008: MTV RMA Awards para Melhor Vídeoclipe (Nomeado)